# Скандал довкола Кріса Пінчера
Сканда́л із Крі́сом Пі́нчером — політичний скандал у Великій Британії, пов'язаний із гей-сексуальним насильством, до якого причетний колишній заступник голови Консервативної партії Кріс Пінчер. Стверджується, що прем'єр-міністру Борису Джонсону повідомляли про поведінку Пінчера, але він все одно призначив його заступником голови та ввів в оману депутатів щодо свого знання про ці випадки.
Скандал спровокував серйозну кризу в уряді Джонсона: 5 і 6 липня 2022 року міністри та велика кількість чиновників та чиновниць, які обіймають інші урядові посади, пішли у відставку.
Кріс Пінчер обіймав посаду члена парламенту від Тамворта з 2010 року як член Консервативної партії.

## Інциденти

### Інцидент 2017 року
5 листопада 2017 року Пінчер пішов у відставку з посади контролера домашнього господарства і добровільно звернувся до процедури розгляду скарг Консервативної партії та поліції в рамках звинувачень у сексуальних домаганнях у Вестмінстері 2017 року. Його звинуватив у сексуальному насильстві колишній олімпійський веслувальник і кандидат від консерваторів Алекс Сторі. У 2017 році Сторі стверджував, що він був об'єктом небажаних сексуальних домагань з боку Пінчера в 2001 році, коли депутат запросив Сторі до себе на квартиру, де Пінчер помасажував йому шию та говорив про своє «майбутнє в Консервативній партії», а потім переодягнувся в халат. Згадуючи цей епізод, Сторі сказав, що дії Пінчера зробили його схожим на Гарві Вайнштайна. Пінчер сказав, що «я не визнаю ані подій, ані їх інтерпретації», і що «якщо містер Сторі колись почувався скривдженим чимось, я можу лише вибачитися перед ним». Пінчера також звинуватили у «підкаті» до колишнього депутата від Лейбористської партії Тома Бленкінсопа, який сказав йому «відвалити». 23 грудня 2017 року слідча комісія Консервативної партії встановила, що Пінчер не порушував кодексу поведінки.

### Інцидент 2022 року
30 червня 2022 року Пінчер пішов у відставку з посади заступника голови уряду, заявивши, що напередодні ввечері він «надто багато випив» у Carlton Club, приватному клубі для членів у Сент-Джеймсі, Лондон, і «присоромив себе та інших людей». Стверджується, що він домагався двох чоловіків. Заступниця лідера Лейбористської партії Анджела Рейнер заявила, що «останній епізод» показав, що стандарти суспільного життя впали за Бориса Джонсона. Рейнер стверджувала, що Джонсон повинен пояснити, чому Пінчера зробили парламентським службовцем і як він міг залишитися депутатом від консерваторів. Неназвані члени парламенту від Консервативної партії закликали провести проміжні вибори на посаду Пінчера, оскільки події вважалися «набагато гіршими», ніж коли колишній депутат від Консервативної партії Ніл Періш був спійманий за переглядом порнографії в Палаті громад на початку року. Тіньова міністерка внутрішніх справ від Лейбористської партії Іветт Купер заявила, що потрібна повна правда про події та звинувачення, попросивши для початку зняти з Пінчера його церемоніальні обов'язки і зазначила, що мова йде про стандарти суспільного життя. Ліберал-демократка Венді Чемберлен сказала, що звинувачення настільки серйозні, що важко уявити, як Пінчер міг залишитися депутатом. Вона закликала до ретельного розслідування та до того, щоб Пінчер втратив батіг консерваторів.
Він був відсторонений від посади в Консервативній партії, але залишиться в парламенті. Рейнер сказала, що Джонсона «тягнули ногами та криками, щоб він взагалі вжив будь-яких дій». «Ми хочемо знати, хто що знав, коли і чому ці рішення були прийняті саме так. Я не думаю, що хтось у Вестмінстері вірить, що Борис Джонсон не знав про звинувачення щодо пана Пінчера».

### Подальші звинувачення в липні 2022 року
3 липня 2022 року з'явилося 6 нових звинувачень проти Пінчера, які стосуються його поведінки протягом 10 років. Три скарги полягають у тому, що Пінчер зробив небажані дії проти інших чоловіків-депутатів, одного в барі в Палаті громад і одного в парламентському офісі Пінчера. Повідомляється, що один із скаржників надав подробиці про інцидент на Даунінг-стріт у лютому та висловив занепокоєння щодо того, що Пінчер стане головою, відповідальним за добробут інших депутатів. Пінчер стверджував, що не збирався йти у відставку з посади депутата.
Джонсон нібито назвав Пінчера «зручним», а Домінік Каммінгс сказав, що Джонсон пожартував про те, що він «Пінчер за ім'ям, пінчер за природою» у 2020 році. Є заклики до Джонсона пояснити, що він знав про поведінку Пінчера.
Спочатку міністри сказали, що Джонсону не було відомо про будь-які конкретні скарги на Пінчера, коли його призначили заступником начальника управління. Пізніше на Даунінг-стріт заявили, що на той момент Джонсону було відомо про звинувачення. Тоді BBC повідомило, однак, що офіційна скарга та подальше розслідування щодо Пінчера, коли він працював у Міністерстві закордонних справ (з липня 2019 року по лютий 2020 року), підтвердили його неправомірну поведінку, і що Джонсона було повідомлено про це в той час. Сер Саймон Макдональд, колишній постійний заступник держсекретаря закордонних справ, пізніше сказав, що прем'єр-міністр був проінформований «особисто» про Пінчера в листі, описаному в редакційній статті Guardian як «надзвичайне, руйнівне втручання». Макдональд сказав, що влітку 2019 року група чиновників «поскаржилася мені на поведінку пана Пінчера. По суті, звинувачення були подібні до тих, що висувалися щодо його поведінки в Carlton Club».
Ставлення до ймовірних жертв також викликало суперечки, коли з'ясувалося, що помічниця урядового відомства Сара Дайнс запитала одну із заявлених жертв Пінчера про його сексуальну орієнтацію. На запитання, чи був він геєм, ймовірна жертва відповіла: «Яке це має відношення? Але так». Вона заявила: «Ну, це не робить це однозначним». Пізніше Дайнс критикували за таке запитання та її відповідь.
Консервативний заступник мера Тамворта Деніел Кук стверджує, що Пінчер обмацував його в 2005 і 2006 роках. Кук стверджує, що він сказав про це Консервативній партії.

## Урядова криза

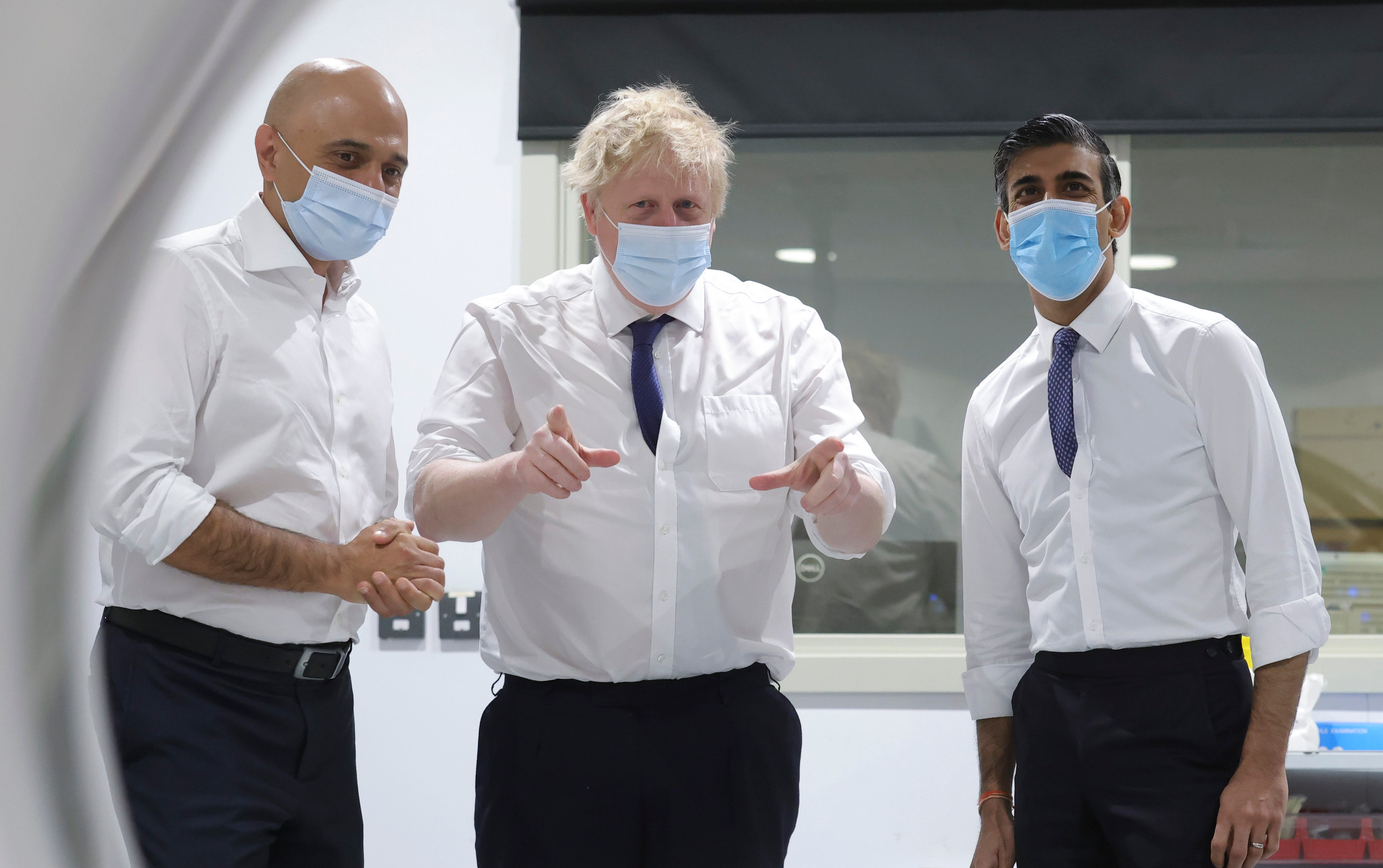
Саджид Джавід (ліворуч) і Ріші Сунак (праворуч) подали у відставку з уряду Бориса Джонсона (у центрі) 5 липня 2022 року

В інтерв'ю Крісу Мейсону BBC 5 липня 2022 року Джонсон сказав, що призначив Пінчера на урядову посаду та отримав повідомлення про скаргу на нього щодо неналежної поведінки. Джонсон сказав, що зробив «серйозну помилку». Канцлер скарбниці Ріші Сунак і державний секретар з питань охорони здоров'я та соціального забезпечення Саджид Джавід подали у відставку. Віце-голова Консервативної партії Бім Афоламі пішов у відставку в той же день разом із Сакібом Бхатті, Джонатаном Гуллісом і Ніколою Річардсом. Алекс Чолк також залишив посаду генерального соліситора Англії та Уельсу.
Наступного дня Вілл Квайнс пішов у відставку з посади заступника держсекретаря парламенту у справах дітей і сімей. Незабаром після цього Джон Глен оголосив про свою відставку з посади економічного секретаря Міністерства фінансів. Стюарт Ендрю також залишив посаду державного міністра з питань житлового будівництва. Станом на ранок 7 липня було 48 відставок нардепів з урядових посад, 21 — міністрів. Попередня найбільша кількість міністерських відставок за 24 години становила 11 у 1932 році. 6 липня було найбільше міністрів, які подали у відставку за один день в історії Великобританії.